# شيلي ريس
شيلي ريس (بالإنجليزية: Shelley Rees)‏ هي ممثلة بريطانية، ولدت في 1974 في ويلز في المملكة المتحدة.

## وصلات خارجية
- شيلي ريس على موقع IMDb (الإنجليزية)
- شيلي ريس على موقع قاعدة بيانات الفيلم (الإنجليزية)